# Involtino primavera
Gli involtini primavera (春卷S, chūn juǎnP) sono un piatto tipico della cucina cinese, servito come antipasto e, in quei paesi dov'è regolarmente consumato, fritto o fresco a scelta. Oltre che nella cucina cinese, gli involtini primavera si consumano nelle cucine asiatiche di Vietnam, Indonesia e Cambogia.

## Etimologia e consumo
Gli involtini primavera si chiamano così perché venivano preparati tradizionalmente per il Capodanno cinese che si festeggia alla fine dell'inverno e coincide appunto con l'inizio della primavera. Possono essere consumati come antipasto, come prima colazione nella loro variante dolce, ma anche come dim sum, cioè "rompidigiuno", in ogni momento della giornata, dato che in Oriente vengono preparati da tutti i venditori ambulanti lungo le strade. Gli involtini primavera possono essere serviti sia freschi che fritti, sia dolci che salati.

## Cucine regionali

### Cina dell'est e del nord
Nella cucina cinese, gli involtini primavera differiscono dai simili involtini all'uovo, e possono esservene varianti dolci o salate. Nelle regioni della Cina del nord e dell'est, come lo Zhejiang, gli involtini sono dolci e ripieni di pasta di fagioli rossi dolci. Essi vengono generalmente consumati durante la festa di primavera (il Capodanno cinese), dalla quale deriva il loro nome.

### Taiwan
A Taiwan, gli involtini primavera possono essere preparati secondo un certo numero di varianti, divise generalmente in fritte e fresche.

#### Involtini fritti e involtini freschi
Gli involtini primavera fritti sono, in genere, più piccoli e croccanti rispetto a quelli freschi. Possono essere dolci o salati, e questi ultimi vengono riempiti di carne o verdure. Tale tipo di involtino viene completamente avvolto prima di essere fritto in padella o in friggitrice.
Gli involtini primavera freschi sono più grandi e spesso più salati e, al contrario di quelli fritti, vengono già riempiti di ingredienti cotti in precedenza. La versione più popolare tra gli involtini freschi di Taiwan si chiama runbing in cinese, e popiah (薄餅, po̍h-piáⁿ) nel dialetto taiwanese min nan. Tradizionalmente, gli involtini freschi sono cibi consumati in giorni di festa, soprattutto nelle feste primaverili del "cibo freddo" e del Qingming, quest'ultima celebrata in memoria e rispetto dei propri antenati. Il popolo Hakka è solito consumare gli involtini primavera durante il terzo giorno di marzo del calendario lunare.
In entrambi i tipi di involtini, la pasta usata per avvolgere gli ingredienti è composta da un mix di farine o da una pastella simile a quella per le crepes.

#### Taiwan del Nord e Taiwan del Sud
Nelle regioni più a nord dell'isola taiwanese, gli ingredienti vengono insaporiti con spezie, soffritti nel wok e, talvolta, viene loro aggiunta della fine polvere di arachidi prima di procedere all'avvolgimento. L'involtino primavera nord-taiwanese è in genere accompagnato da salsa di soia.
A differenza della variante nordica, l'involtino taiwanese del sud è riempito con ingredienti in precedenza bolliti o mondati. Talvolta viene aggiunto alla polvere di arachidi dello zucchero extra-fino, prima che gli ingredienti vengano avvolti insieme.

### Hong Kong
Nella cucina cantonese, gli involtini primavera vengono serviti come parte del dim sum.

### Vietnam

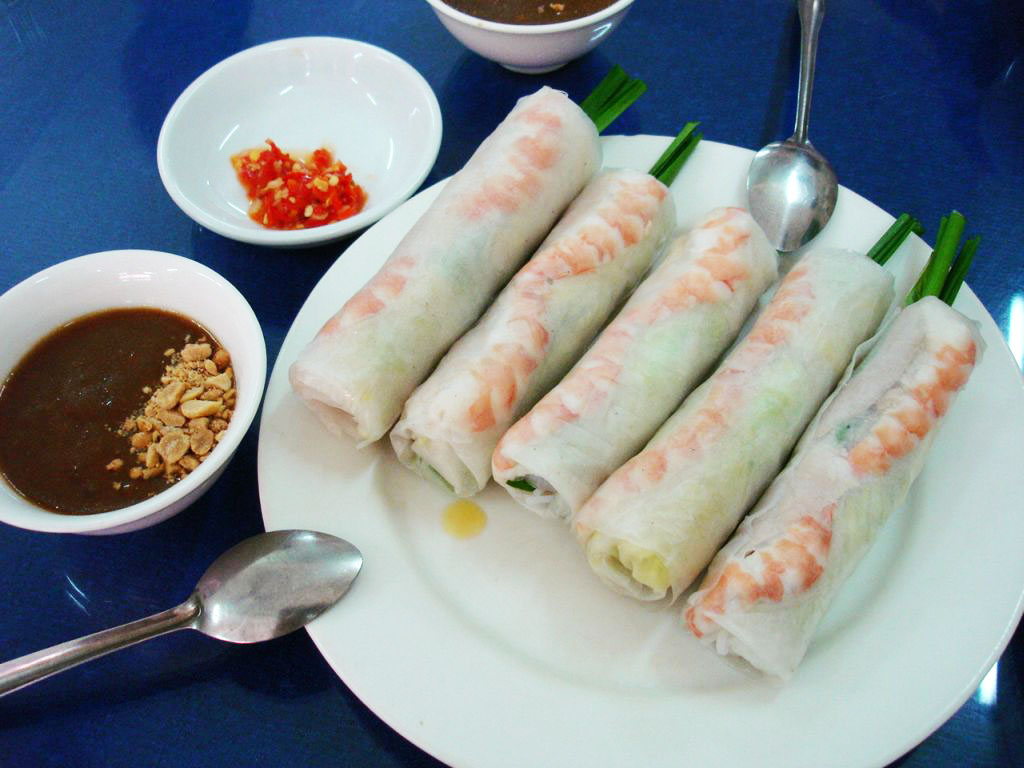
Involtini primavera vietnamiti.

In alcuni ristoranti in Vietnam, prendono il nome di involtini primavera degli involtini di insalata vietnamita, il cui nome originale è gỏi cuốn e viene talvolta tradotto come involtino estate. Gli ingredienti di questi involtini sono pezzi di maiale bollito, erbette fresche, lattuga, talvolta spicchi di aglio fresco e vermicelli di riso, tutti avvolti insieme in carta di riso inumidita. La portata viene servita fredda, insieme ad una salsa di nome nước chấm, in cui essi vengono immersi.
Gli involtini di insalata si distinguono, inoltre, da un altro tipo di involtini vietnamiti di carne di maiale tritata, che a differenza dei primi vengono fritti e variano per tipo di ingredienti. Questi prendono il nome di Chả giò nel Vietnam del sud, e di Nem o Nem rán nel Vietnam del nord. Gli involtini di maiale tritato sono stati scambiati, erroneamente, per involtini all'uovo cinesi, tuttavia ne differiscono perché gli ultimi sono più piccoli e contengono, oltre alla carne di maiale, germogli di soia, vermicelli cinesi, altri tipi di carne e talvolta funghi e carote.

### Australia
In Australia sono disponibili diverse varietà di cibi asiatici autentici, a causa dell'immigrazione e del multiculturalismo. In special modo, gli australiani producono un involtino, chiamato chiko roll, ispirato palesemente all'involtino primavera, mentre un'altra versione è stata prodotta dalla catena di take away Marathon. Le differenze principali con gli involtini primavera originari consistono nella tecnica di avvolgimento e nella pasta usata, che in Australia ha più una consistenza di pastella per crepes piuttosto che massa di farina.

### Filippine ed Indonesia
Nelle Filippine ed in Indonesia, gli involtini primavera sono conosciuti come lumpia.

### Europa
In Belgio e Paesi Bassi gli involtini primavera si chiamano loempia e sono ripieni di omelette a pezzetti, filetti di prosciutto e semi di soia. In Svezia sono conosciuti come vårrullar, ed in Polonia come Sajgonki. Si pensa che, in questi paesi, essi siano stati introdotti dagli immigrati indonesiani.

### Costa Rica
In Costa Rica, gli involtini primavera si chiamano tacos chinos' (Taco cinesi), e si vendono in quasi tutti i ristoranti cinesi come antipasto o prima portata.

### Argentina e Uruguay
In Argentina e Uruguay, gli involtini primavera si chiamano arrolladitos primavera, e si vendono nei ristoranti e nei supermercati cinesi.

### Messico
In Messico, gli involtini primavera si chiamano rollos primavera, e si vendono nei ristoranti e nei fast food cinesi.